# Pedro Vicente Cañete

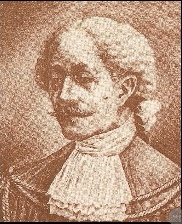
[http://www.portalguarani.com/1630_pedro_vicente_canete.html Pedro Vicente Cañete

Pedro Vicente Cañete y Domínguez (Asunción, Paraguay, Imperio Español, 1749 - Chuquisaca, Charcas, Imperio Español, 1816)  fue un funcionario y tratadista español  de fines del siglo XVIII y comienzos del XIX. Tuvo destacada actuación en Chile, Paraguay, el Río de la Plata, el Alto Perú y en la Villa Imperial de Potosí. De los paraguayos de su tiempo es considerado por algunos como quien alcanzó mayor relevancia fuera de su tierra. Fue también famoso por las discordias en las que se vio envuelto y por su denodada oposición a la Revolución de Mayo.

## Biografía
Nació en Asunción en 1749 (1750 según otros historiadores), en el seno de una familia de abolengo. Sus padres fueron el sargento mayor y regidor José Cañete Sánchez de Vera y Aragón, regidor en 1769 y luego regidor perpetuo, era dueño de haciendas en el Valle de Barsequillo, Paraguay. Era hijo ilegítimo del Gobernador José de Antequera y Castro (1689-1731), de importante actuación en la Segunda revolución comunera del Paraguay, y de la paraguaya Micaela Sánchez de Vera y Aragón, hija de Bartolomé Sánchez de Vera y Aragón (descendiente del último adelantado, Juan Torres de Vera y Aragón) y de Rosa Cañete, naturales de Asunción. Luego de la expulsión de los jesuitas de las posesiones españolas, José Cañete de Antequera solicitó del rey Carlos III de España carta de legitimación y la obtuvo por Real Orden de 1779. Casó hacia fines de la década de 1740 con Juana Cantalicia Domínguez de Escobar.
Pedro Vicente tenía cuando menos tres hermanas (Ignacia Lucía, María de la Merced e Ignacia Luisa) y un hermano, el doctor José Ignacio Cañete.
Los estudios primarios los efectuó en Asunción y se trasladó luego a Córdoba del Tucumán donde cursó tres años de Filosofía. Allí trabó amistad con su condiscípulo Gregorio Funes, después Deán de la Catedral de esa ciudad y destacado miembro de la Junta Grande surgida en 1811 como gobierno de las Provincias Unidas del Río de la Plata.
El 9 de diciembre de 1771 se inscribió en la Real Universidad de San Felipe de Santiago de Chile con el propósito de culminar sus estudios de teología y comenzar los de leyes. Alcanzó sucesivamente los grados de Licenciado (13 de febrero de 1773) y Doctor en Teología (13 de octubre), y los de Bachiller, Licenciado y Doctor en Cánones y Leyes, jurando como Abogado el 1º de octubre de 1776.
En 1773 y 1774 fue catedrático sustituto de Vísperas en esa casa de estudios, y el 2 de octubre de 1776 ganó por concurso la cátedra de artes. Actuó también en esos años como Protector sustituto de Naturales y de asesor del Gobernador de Chile.

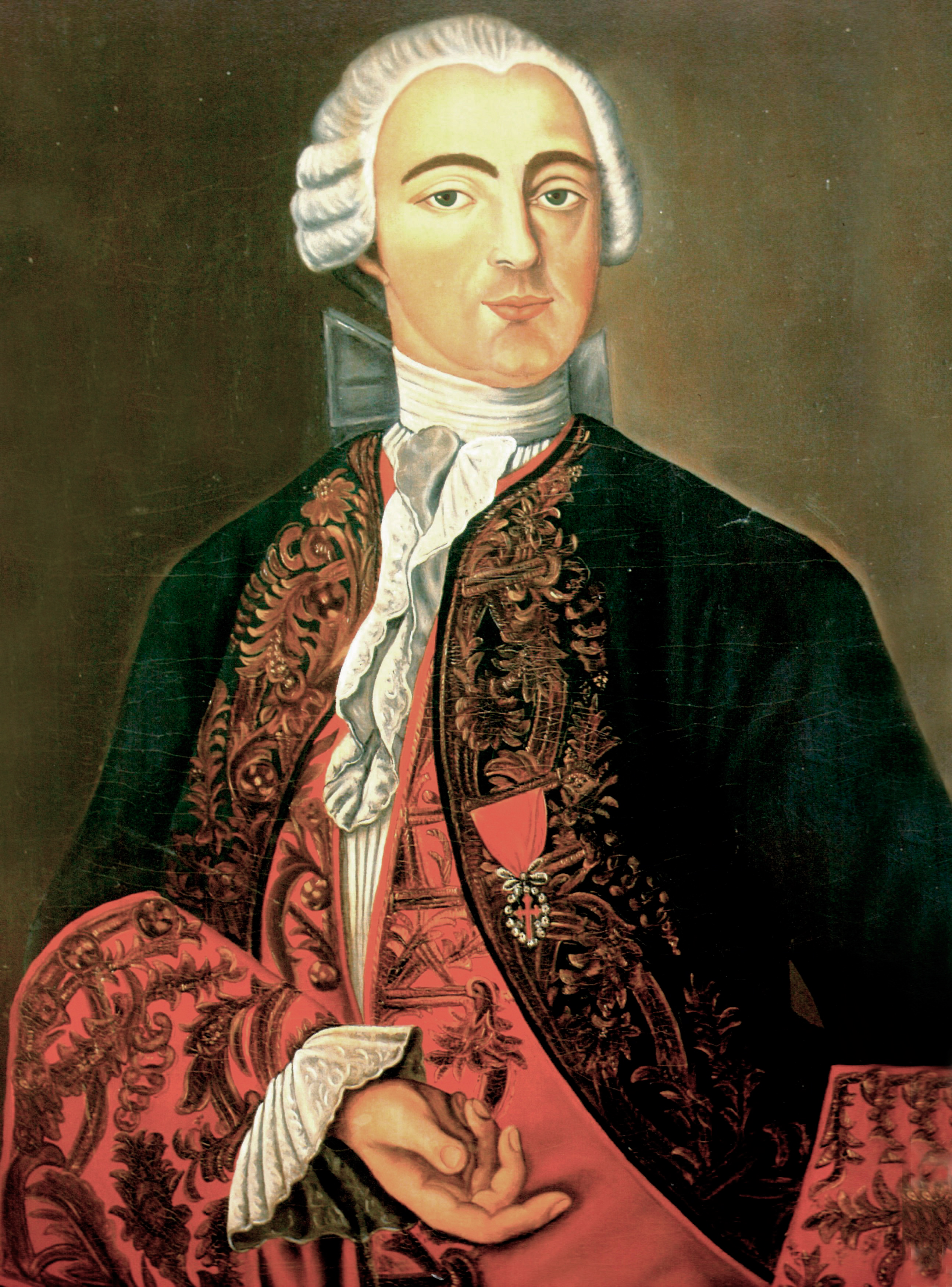
Pedro de Cevallos.

A los pocos meses abandonó su cátedra para asumir el cargo de asesor general y auditor de guerra del primer virrey de Buenos Aires, Pedro de Cevallos.
En 1777 se trasladó a esos efectos a Buenos Aires, donde cumplió funciones de asesoramiento letrado para el Virrey, el Cabildo de la ciudad, la Real Hacienda (cuyo tribunal integró interinamente), el juez eclesiástico y el Tribunal de la Santa Cruzada, y resultó elegido síndico procurador general, cargo desde el que promovió diversas iniciativas como la asistencia a las víctimas de una epidemia en la campaña, la construcción de un muelle y la reparación de calles y caminos. Se dedicó también al ejercicio del derecho y como apoderado del Cabildo de Asunción (donde su padre tenía gran influencia) cuestionó el sistema del puerto preciso.
Reemplazado Pedro de Cevallos por Juan José de Vértiz y Salcedo, Cañete abandonó la Real Audiencia de Buenos Aires. El 17 de enero de 1778 Cañete se casó con Catalina Duran y Zebicos, natural de Buenos Aires.

## Teniente asesor letrado del Gobernador del Paraguay

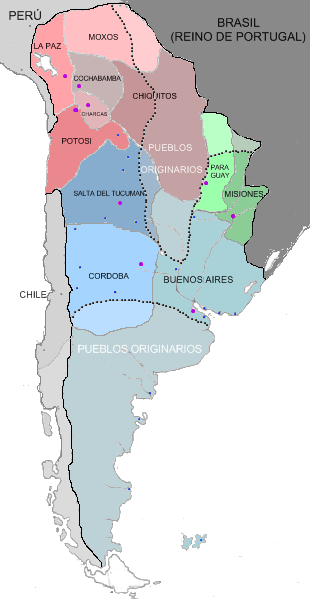
Virreinato del Río de la Plata.

En enero de 1781, fue elegido regidor y síndico procurador general del Cabildo de Buenos Aires, pero a mediados de año renunció al cargo por haber sido llamado como asesor del gobierno paraguayo por pedido del gobernador Pedro de Melo,. El 6 de agosto fue nombrado en su reemplazo Domingo Belgrano Peri, padre del Gral. Belgrano.
El 7 de diciembre de 1781, el virrey Vértiz lo designó Teniente Asesor Letrado del Gobierno del Paraguay, el primero de esa provincia. Los dos años y medio que ejerció tal empleo fueron los únicos que pasó en su patria, de la que se marcharía definitivamente en 1784. Durante ese lapso, apoyó al Gobernador en la defensa de las prerrogativas del patronato en los conflictos de jurisdicción entre el poder político y el Cabildo de la Catedral, formuló el primer plan de estudios y estatuto del Real Colegio Seminario de San Carlos, y para facilitar la aplicación de la nueva Ordenanza de Intendentes redactó el Reglamento de Propios y Arbitrios de la ciudad de Asunción y los de Villa Rica del Espíritu Santo y Curuguaty, así como los de Bienes de Comunidad de varios pueblos de indios. Allí publicó en defensa de la posición del gobernador su Sintagma de las resoluciones prácticas cotidianas del Real Patronazgo de las Indias según el orden y método establecido por las Leyes del Reino y Reales Cédulas.

## Cañete en la Villa Imperial de Potosí

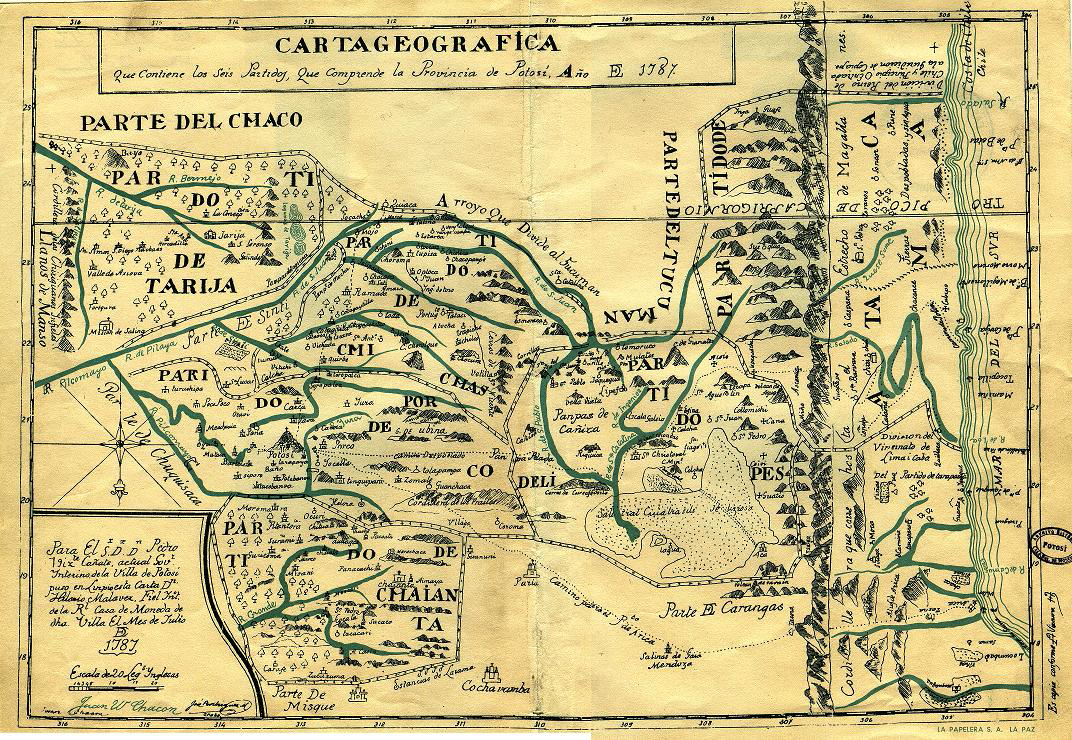
Mapa de la antigua Provincia de Potosí con seis partidos: Porco, Chayanta, Lípez, Chichas, Atacama y Tarija. Orientación de sur-norte.

A mediados de 1783 solicitó una plaza en las audiencias de Buenos Aires, Charcas o Lima. Su pedido fue acompañado por un informe favorable del gobierno de la provincia del Paraguay: "Habiendo Cañete despachado muchísimos y graves negocios, en que tenían parte algunos parientes suyos, ha prevalecido la justicia de los extraños, portándose con tanto ejemplo en su vida y costumbre, que con estar en su patria, nadie le ha recusado legítimamente, ni se han interpuesto más que seis recursos de los sentenciados con su parecer."
Pese a su solicitud, el 24 de septiembre de 1783, Cañete fue designado como teniente letrado y asesor del Gobierno e Intendencia de Potosí, cargo similar al ejercido en Paraguay.
A mediados de 1784 se trasladó a su nuevo destino en el Alto Perú, donde permanecería el resto de su vida.
Escribe entonces de sí mismo:

Una dilatada experiencia de abogado en el Reino de Chile y en la capital de Buenos Aires; la práctica continúa de Asesor en el Virreinato del Río de la Plata y en la Capitanía General del Paraguay, por muchos años; el manejo reflexivo de toda clase de negocios, los más graves, y el conocimiento de las materia del Reino, principalmente sobre los indios -que es el asunto más frecuente del Paraguay-; me han persuadido, cuando entré a servir la Intendencia del Gobierno de Potosí, que apenas llegaría a adquirir cuanto necesitase saber para el cabal desempeño de mi oficio.
(Cañete, 1939, p. 4)

Se convirtió entonces en consejero del primer intendente de Potosí, Juan del Pino Manrique de Lara, y de su sucesor, Francisco de Paula Sanz, colaborando activamente con ellos en la política tendiente a la modernización de la estructura minera potosina y abogando por la reforma y revitalización del sistema de mita y mejoras en la técnica, especialmente el uso de azogue (Mercurio (elemento)|mercurio).
Con ese objeto redactó unas Ordenanzas de Minería y en 1787 la Guía histórica, geográfica, física, política civil y legal del Gobierno e Intendencia de la Provincia de Potosí. Años más tarde agregaría el Código Carolino de Ordenanzas Reales de las Minas de Potosí y demás provincias del Río de la Plata, obra compleja y ambiciosa que pretendía cubrír en todos sus aspectos la actividad minera en la región del Río de la Plata.
Por Real Decreto del 8 de mayo de 1791 se le acordaron honores de Oidor de la Audiencia de Charcas, pero sin cambios en sus atribuciones ni en sus ingresos.
En 1793 el fiscal de la Audiencia de Charcas y director de la Academia Carolina Victorián de Villava escribió su Discurso sobre la mita de Potosí y apuntamiento para la reforma del Reino de España e Indias oponiéndose al sistema de mita, el que fue replicado por Pedro Vicente Cañete, favorable a la institución.

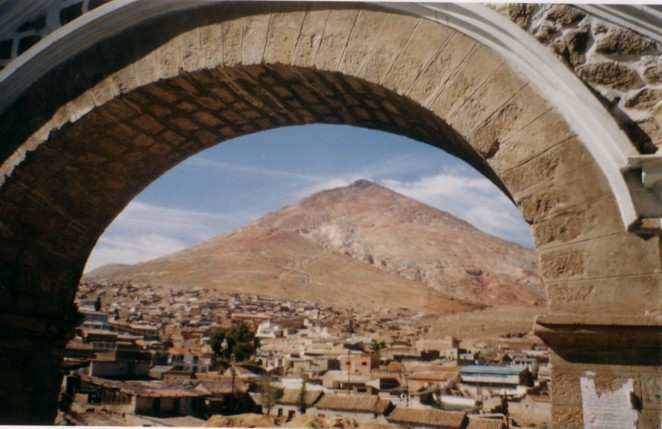
Vista del Cerro Rico desde el Arco de Cobija.

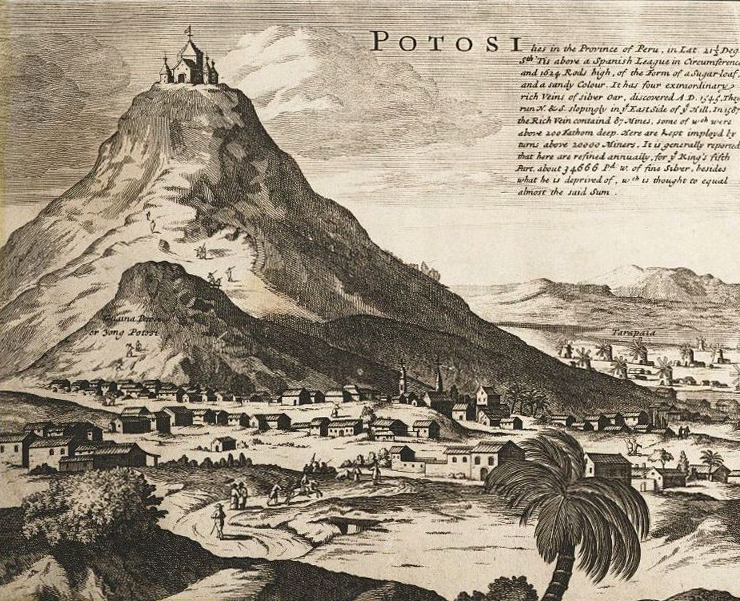
Imagen del cerro durante la época colonial.

Potosí constituía en ese tiempo una sociedad muy cerrada, orgullosa de sus blasones y de sus riquezas y Cañete halló dificultades para integrarse en la sociedad potosina en su carácter de extranjero.
No obstante logró hacerlo casándose con Melchora Pérez Prudencio, dama de alto linaje e hija del arrendatario del ingenio de moler metales de Potosí, Fermín Prudencio Pérez (hijo natural de Pedro Prudencio Pérez, uno de los mercaderes de plata de Potosí) y de María Josefa Quizado de Ortega, y sobrina política del rico azoguero Juan de Peñarubia (Buechler, 1989, II, 322 y 343). Con ella tuvo dos hijas.
No obstante, en 1803, ante reiteradas denuncias y quejas de algunos acaudalados mineros y del intendente Sanz, quien lo acusaba de ser causante de los conflictos que se producían en su distrito, el virrey Joaquín del Pino y Rozas lo trasladó de manera cautelar a la Presidencia de Charcas manteniendo su jerarquía.
Por su lado, el Consejo de Indias obtuvo, por Real Orden del 4 de octubre de 1804, la suspensión preventiva de Cañete y la instrucción del correspondiente sumario. La causa se prolongó hasta 1810 cuando fue finalmente declarado inocente, pese a lo cual no pudo ser repuesto en su cargo de Potosí por la fuerte oposición que encontraba.
Cañete se trasladó a Chuquisaca (la actual Sucre, conocida entonces también con los nombres de Charcas y La Plata) a hacerse cargo de su nuevo puesto. Fue asesor y luego secretario del gobernador. En la ciudad existía un sordo conflicto entre el gobernador Ramón García de León y Pizarro y el Arzobispo Benito María Moxó y Francolí por un lado y los cabildos secular y religioso por el otro, apoyados por la Real Audiencia de Charcas y el Claustro. Optando por la autoridad se ganó nuevos enemigos entre lo que él definía como "clérigos voluntariosos y oidores prepotentes". El gobernador Pizarro afirmaba que "La pluma de mi asesor domina la de los doctores de Chuquisaca desde la flecha de la torre metropolitana."

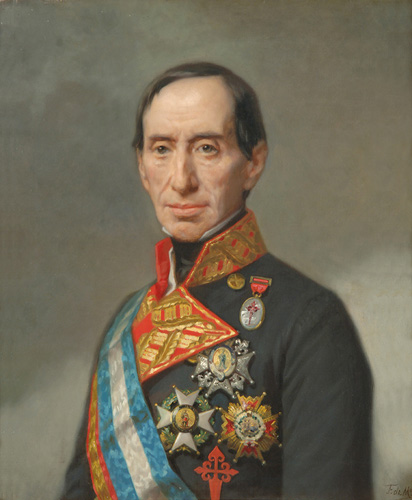
Goyeneche.

A fines de 1808 se tuvo noticias de la llegada a Buenos Aires del representante de la Junta de Sevilla José Manuel de Goyeneche y su reconocimiento por el virrey Santiago de Liniers y Bremond. En acuerdos del 18 y el 23 de septiembre, la Real Audiencia de Charcas se opuso al reconocimiento de la Junta de Sevilla y de Goyeneche como legítimo comisionado "habiendo otras juntas provinciales independientes de la de Sevilla", mientras que el gobernador y el obispo apoyaron a Goyeneche.
Las noticias de la entrevista de Goyeneche con la infanta Carlota Joaquina de Borbón, esposa del rey Juan VI de Portugal, despertaron alarma en la población que dio por cierta la existencia de un plan para entregar América a la regencia de la Infanta y consiguientemente al Brasil. La llegada de Goyeneche con pliegos de Carlota y la destrucción del registro en el libro de actas de la oposición del Claustro a sus eventuales derechos empeoraron la situación.

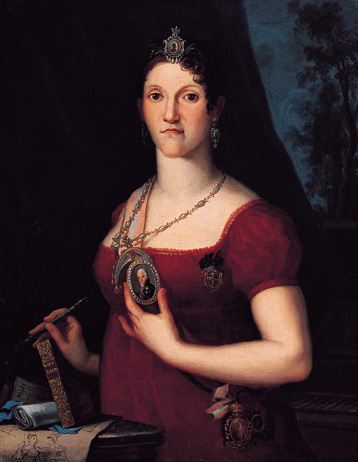
Carlota Joaquina Teresa de Borbón.

Una de las razones por las que el Claustro negaba los derechos de la Infanta Carlota se basaba en la Ley Sálica, sancionada en 1713 por Felipe V, que excluía a las mujeres de la sucesión. Al respecto, Moxó y el oidor honorario y asesor del intendente de Potosí Pedro Vicente Cañete, aseguraban que la pragmática estaba derogada por la Pragmática Sanción de 1789, sancionada por las Cortes de Madrid, a pedido de Carlos IV. Si bien esto era cierto, ésta era oficialmente desconocida en la época — incluso en la Universidad — dado que en su momento Carlos IV había dado órdenes de que la resolución mantuviera un carácter reservado. Era ignorado incluso por la Junta Central, que — ante la afirmación en ese sentido del embajador portugués — debió asesorarse de la veracidad convocando a dos personas que habían participado como procuradores de dichas cortes.
Las afirmaciones de Moxó y Cañete, lejos de restar argumentos a la oposición, generaron más desconfianza, suponiéndose que la desconocida derogación que era sacada a la luz era sólo un pretexto para cohonestar la usurpación.
El 1 de enero de 1809, cuando debían asumir las nuevas autoridades del Cabildo de Buenos Aires, se produjo el levantamiento en Buenos Aires, conocido como la Asonada de Álzaga. Si bien la mayoría de sus partícipes eran españoles nativos, muchos criollos, como Mariano Moreno lo apoyaban. Parte de las milicias españolas apoyaban la rebelión: los tercios de gallegos, vizcaínos y miñones de Cataluña. Pero las milicias criollas — encabezadas por Cornelio Saavedra — y el tercio de andaluces sostuvieron a Liniers, con lo que el movimiento fracasó. Álzaga y los cabecillas fueron desterrados a Carmen de Patagones y los cuerpos militares sublevados fueron disueltos.
Los sucesos de Buenos Aires no eran ajenos a los de Chuquisaca. Por un lado, el asesor del intendente Pedro Vicente Cañete, odiado por los oidores propietarios escribió el 25 de enero de 1809 una "Carta consultiva apologética" apoyando a Liniers.
En 1809 hallándose Cañete ausente de Chuquisaca, la Real Audiencia dictó contra él una orden de extrañamiento. Cañete obtuvo del virrey Santiago Liniers una carta de inocencia.
La revocatoria dispuesta por el virrey Liniers de la expulsión de Cañete acordada por la Audiencia y la difusión de un rumor de que el presidente Pizarro detendría a los oidores agravaron la situación en Chuquisaca. El 25 de mayo de 1809 estalló finalmente la Revolución de Chuquisaca. Pizarro fue detenido y la Real Audiencia se hizo cargo del gobierno como "Audiencia Gobernadora". El movimiento se difundió a La Paz y se radicalizó con la formación de la Junta Tuitiva del 16 de julio.

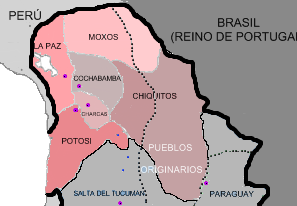
Alto Perú en 1783.

A solicitud del intendente de Sanz el virrey del Perú José Fernando de Abascal y Sousa envió tropas al mando de Goyeneche, quien antes del arribo de las fuerzas enviadas por el nuevo virrey del Río de la Plata Baltasar Hidalgo de Cisneros sofocó sangrientamente el movimiento de La Paz.
Al tener noticias los revolucionarios de Chuquisaca del fin desastroso de los de la Paz pusieron en libertad a Pizarro y reconocieron la autoridad del nuevo presidente de Charcas, mariscal Vicente Nieto, que se hallaba en Tupiza al mando de las tropas de Buenos Aires.
El 14 de diciembre llegaron las tropas de Buenos Aires a Potosí, donde recibieron la noticia del sometimiento de la Real Audiencia de Charcas.
Nieto salió el 17 en compañía del arzobispo Moxó y entró en Chuquisaca el 21. Sus tropas habían entrado días antes.
El 10 de febrero de 1810 habiendo recibido por el correo de la Paz detalles de los procesos seguidos contra los revolucionarios de esa ciudad, Nieto mandó detener incomunicados a todos los oidores de la real audiencia y a los principales líderes del movimiento, los que fueron en su mayor parte desterrados y remitidos a Lima en calidad de presos.

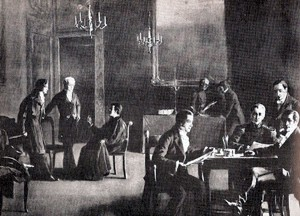
La Primera Junta.

Al producirse en Buenos Aires los sucesos de la Revolución de mayo de 1810, Cañete hizo suya la causa realista y con el apoyo de Goyeneche fue designado Fiscal de la Audiencia de Charcas.
Publicó entonces un pequeño libro titulado "El clamor de la lealtad americana en defensa de la legitimidad del Supremo Concejo de Regencia, contra los atentados de la Junta Gubernativa de Buenos Aires".
Goyeneche afirmaba de Cañete que era "Hombre respetable, sabio, religioso, perseguido, integro, y en una palabra columna de firmeza á favor del Rey: merece ser Regente de una Audiencia, y como lo haya pulsado en tres años de trato, en graves negocios de estado, Guerra y aun en materias canónicas agenas de mi conocimiento, he encontrado en su consejo el acierto: todo le favorece y ruego á V.E. se digne creer que mi honor, y conciencia responden de estos acertos".
Furiosamente contrarrevolucionario, al igual que Goyeneche, en 1812 publicó una "Carta consultiva sobre la obligación que tienen los eclesiásticos de denunciar a los traidores y exhortar en el confesionario y púlpito su descubrimiento y captura, sin temor de incurrir en irregularidades los que asistieren armados en los combates contra los insurgentes, ni los que promovieren y concurrieren a la prisión de sus caudillos prófugos, que sirve de apéndice a la Pastoral del Señor Arzobispo Moxó".
En 1813 Cañete perdió todos sus bienes (nada menos que 560.000 reales de plata) y profundizó su relación con Goyeneche, quien financió la publicación de una obra conjunta de Cañete y el obispo Moxó en alabanza de su política en el Alto Perú titulada "Prolusión panegyrica de las acciones heroicas del invicto general peruano el Sr. D. José Manuel de Goyneche Caballero del Orden de Santiago, etc. Latin Text.: Caballero del orden de Santiago, etc.".
En 1814 fue nombrado rector de la Real Academia Carolina de Derecho de Chuquisaca, donde los graduados eran ejercitados en leyes para prepararse especialmente a fin de trabajar ante o con la Audiencia. Allí dictó medidas de severa disciplina, incluso de carácter religioso y político.
Cañete murió en esa ciudad el 23 de enero de 1816.
Se lo describe como de 

"cabellos negros, brunos y rizados; el semblante siempre pálido, donde estaban impresas las huellas de la meditación; facciones marcadamente guaraníticas y por tanto de líneas poco pronunciadas; ojos penetrantes, de extraordinaria viveza; pulcro en el vestir; la voz lenta y pausada, pero que también sabe ser imperiosa y sonora, sin perder nunca su peculiar acento paraguayo [Sus enemigos lo compararon con la serpiente a causa de la finura y sutileza de su índole]. En tanto que sus admiradores ponderan su incomparable cortesía y sus maneras encantadoras. Todos, no obstante, coinciden en que este ceremonioso caballero se yergue y desafía arrogante cuando es preciso combatir, y en que descarga sus diestros golpes, frío, orgulloso, con un aire de desdén luciferiano. (Centurión, 1947, p. 146)